# Ander El Haddadi
Ander El Haddadi Arrillaga (San Sebastián, Guipúzcoa, España 16 de junio de 1997)conocido deportivamente como Ander El Haddadi es un futbolista español de origen marroquí que juega como extremo derecho. Actualmente forma parte del Unión Deportiva Barbastro de la Segunda Federación.

## Trayectoria deportiva
Formado en su totalidad en el fútbol base del País Vasco sus inicios tuvieron lugar a temprana edad en la Sociedad Deportiva Lengokoak, poco después, con diez años, pasó a formar parte de las categorías inferiores de la Real Sociedad de Fútbol hasta alcanzar al primer combinado U19 de División de Honor Juvenil de España, siendo incluso convocado en aquel entonces por la Real Sociedad de Fútbol "B" para un encuentro oficial de liga de Segunda División B de España.
Acabada su etapa formativa en la disciplina donostiarra, para la temporada 2016/2017, ya como futbolista sénior, promociona a la Real Sociedad de Fútbol "C" compitiendo ese primer curso en el grupo 4 de Tercera División de España. En la temporada 2017/2018 fue cedidoal Real Unión Club del grupo 2 la Segunda División B de España siendo su debut en el encuentro correspondiente a la primera jornada de liga en la victoria (0-1) ante Peña Sport Fútbol Club y su estreno goleadoren la jornada seis en el triunfo (3-1) ante Sociedad Deportiva Amorebieta, ese curso disputó 29 encuentros oficiales entre liga y Copa del Rey.
Para la campaña 2018/2019 regresa al club donostiarra tras finalizar su cesión, promocionando a la Real Sociedad de Fútbol "B" de la Segunda División B de España disputando 26 encuentro oficiales en liga.
En enero de 2020 es cedido al Club Deportivo Calahorra para continuar compitiendo en la Segunda División B de España. Al finalizar ese mismo curso, y tras doce temporadas, Ander dejó de pertenecer a la disciplina de la Real Sociedad de Fútbol para en la temporada 2020/2021 firmar contratonuevamente por el club de  La Rioja, ahora como jugador libre. Defendió el escudo del club calagurritano en 31 ocasiones donde como 2º clasificados en liga llegaron a disputar la semifinal de la Promoción de ascenso a Segunda División cayendofinalmente (0-1) ante Burgos Club de Fútbol.
En la temporada 2021/2022 fichapor la Sociedad Deportiva Logroñés para competir en la nueva categoría de Primera Federación en la que disputó un total de 30 encuentros de liga.
El curso siguiente, 2022/2023, recala en el Zamora Club de Fútboldel grupo 1 de la Segunda Federación con el que compitió hasta en 32 ocasiones donde como quinto clasificado de liga disputó la Promoción de ascenso a Primera Federación hasta llegar a semifinales.
De cara a la temporada 2023/2024 firma contrato profesional por el Inter Club d'Escaldesde la Primera División de Andorra teniendo su debuten liga el 17 de septiembre de 2023 en el encuentro correspondiente a la jornada 1 en el triunfo (2-0) ante Fútbol Club Santa Coloma. Ese mismo curso debuta el 13 de julio de 2023 en la fase clasificatoria de la UEFA Europa Conference Leagueanotando en su estreno con victoria (2-1) ante Víkingur Gøta alcanzando hasta la segunda ronda tras ceder ante Hibernian Football Club de la Scottish Premiership.

## Selección nacional
Fue internacional con las categorías inferiores de la Marruecos desde 2014 hasta 2017. Comenzando por su ingresó en la Selección de fútbol sub-17 de Marruecos con el que disputó dos encuentros de carácter preparatorio. En 24 de mayo de 2017, mientras formaba parte de la plantilla de la Real Sociedad de Fútbol "C", fue anunciada su convocatoriacon Selección de fútbol sub-20 de Marruecos con la que disputó un encuentro también de carácter preparatorio.

## Carrera deportiva

### Clubes
| Club                              | País    | Año       |
| --------------------------------- | ------- | --------- |
| Real Sociedad de Fútbol U19       | España  | 2013-2016 |
| Real Sociedad de Fútbol "C"       | España  | 2016-2018 |
| Real Unión Club(cedido)           | España  | 2017-2018 |
| Real Sociedad de Fútbol "B"       | España  | 2018-2020 |
| Club Deportivo Calahorra (cedido) | España  | 2020      |
| Club Deportivo Calahorra          | España  | 2020-2021 |
| Sociedad Deportiva Logroñés       | España  | 2021-2022 |
| Zamora Club de Fútbol             | España  | 2022-2023 |
| Inter Club d'Escaldes             | Andorra | 2023-act. |